# Epipenaeon oviforme
Epipenaeon oviforme är en kräftdjursart som beskrevs av Hugo Frederik Nierstrasz och Brender a Brandis 1931. Epipenaeon oviforme ingår i släktet Epipenaeon och familjen Bopyridae. Inga underarter finns listade i Catalogue of Life.